# Доброе (Кировоградская область)
До́брое (укр. Добре) — село в Ольшанской поселковой общине Голованевского района Кировоградской области Украины.
До 2020 года входило в Ольшанский район
Население по переписи 2001 года составляло 850 человек. Почтовый индекс — 26606. Телефонный код — 5250. Код КОАТУУ — 3524380401.